# The Sittaford Mystery
The Sittaford Mystery (O Mistério de Sittaford, no Brasil e em Portugal, ou O Mistério Sittaford, no Brasil) é um romance policial de Agatha Christie, publicado em 1931.

## Enredo
Sittaford House é uma mansão localizada em um pequeno vilarejo da campanha inglesa. O dono da casa, Joseph Trevelyan, não resistiu à oferta de alugá-la durante o inverno para as senhoras Willett e Violet Willett, mãe e filha, e se mudou provisoriamente para a cidadezinha mais próxima. Ao redor da mansão existem seis casas menores, construídas e vendidas ou alugadas pelo Sr. Trevelyan.
As novas moradoras da mansão querem estabelecer boas relações com os vizinhos e convidam-nos frequentemente para tomar chá e jogar nas frias tardes do inverno inglês. Uma tarde decidem-se por um jogo onde o objetivo é comunicar-se com os espíritos (o jogo do copo, no Brasil; se ci sei batte un colpo, em Itália). Durante o jogo recebem a mensagem de que o Sr. Trevelyan foi assassinado naquele momento.
O seu melhor amigo, que mora numa das casas e participava do jogo, sai no meio de uma nevasca para saber se aconteceu mesmo alguma coisa e, chegando na cidadezinha, descobre que era verdade: seu amigo foi assassinado misteriosamente.
É, assim, acusado um sobrinho do Sr. Trevelyan, Jim Pearson. Mas a sua namorada, a modelo Emily Trefusis, aliada a um jovem jornalista chamado Charles Enderby, não se conforma. Vai até Sittaford investigar, para provar a inocência de Jim.